# Борс
Борс де Ганис е един от рицарите на Кръглата маса. Той, наред с Галахад и Пърсивал, е един от тримата рицари, които били удостоени с честта да съзрат Свещения Граал.